# Xbox-Linux

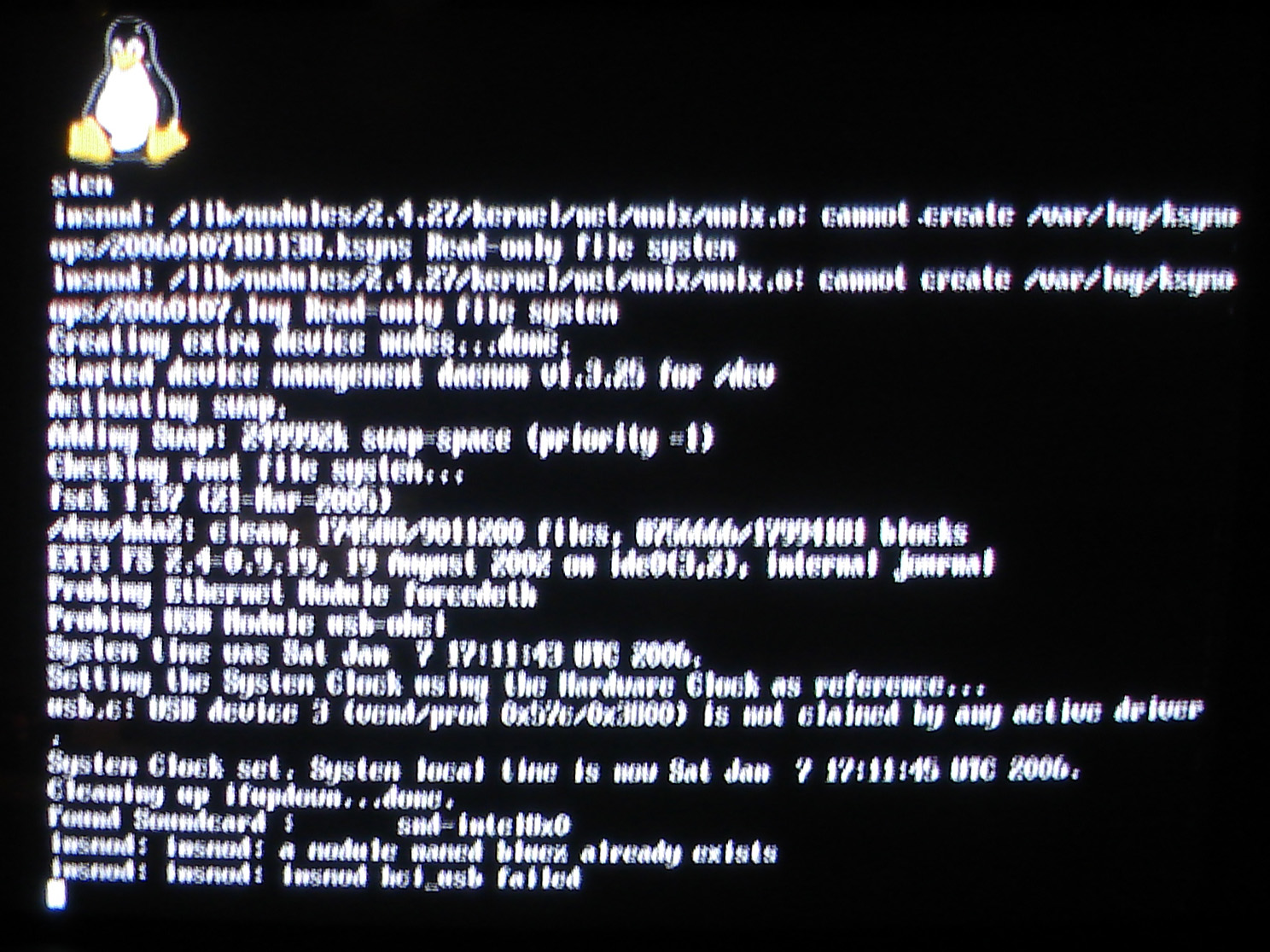
Linux-Bootvorgang auf der Xbox

Xbox-Linux ist eine Linux-Distribution für die Spielkonsole Xbox. Der Begriff wird auch als Oberbegriff für diverse weitere auf der Xbox lauffähigen Linux-Distributionen verwendet. Die entsprechenden Distributionen wurden an die speziellen Hardwarebedingungen der Spielkonsole Xbox angepasst. Entsprechend angepasste Linux-Distributionen können nach geringfügigen Modifikationen auf jeder Xbox installiert werden.

## Geschichte
Ende 2001 von der deutschen Entwicklergruppe H Zero Seven als Projekt gestartet, konnte Mitte 2002 trotz TCPA-ähnlicher Sicherheitsarchitektur das Xbox-Linux mit Hilfe eines Xbox-Modchips auf der Xbox zum Laufen gebracht werden. Hierdurch wurde aus der Spielekonsole ein vollwertiger Computer. Durch eine Sicherheitslücke ist seit August 2003 sogar ein sogenannter Softmod möglich, also das Benutzen des Betriebssystems ohne einen solchen Chip. Dieser Softmod betrifft sowohl die Festplatte als auch den Flash-Speicher.
Zu einem Medienwirbel kam es, als 2002 Michael Robertson, der Gründer von mp3.com und Lindows.com, demjenigen 200.000 US-$ versprach, der als erster Linux auf der Xbox zum Laufen bekäme, woraufhin die ursprünglichen Gründer wegen des kommerziellen Hintergrundes und diverser GPL-Verletzungen durch Robertsons Firma das Projekt verließen. Der Co-Gründer Michael Steil führte das Projekt bis zum endgültigen Erfolg weiter.
Mit Hilfe von USB-Adaptern werden Tastatur und Maus angeschlossen.
Unter Verwendung des Programms Wine können Microsoft Office sowie andere Windows-Programme genutzt werden. Mit dem Emulationsprogramm VMware ist es möglich, Windowsversionen auf der Xbox laufen zu lassen.
Da die Hardware der Xbox mit der eines (IBM-kompatiblen) PC identisch ist, lässt sich die Xbox-Hardware in gewissem Maße aufrüsten. Besonders oft wird die vorhandene Festplatte gegen eine größere ausgetauscht.

## Distributionen
Gentoox ist eine speziell für die Xbox angepasste Version von Gentoo. Im Gegensatz zu der normalen Installation von Gentoo, die etwas fundiertere Kenntnisse über Linux erfordert, kann Gentoox sogar „out of the box“ installiert werden. Das erspart eine Menge Zeit, da die Pakete nicht mehr kompiliert und konfiguriert, sondern eigentlich nur noch übertragen werden müssen.
Gentoo for Xbox wurde im Gegensatz zu Gentoox nicht speziell angepasst, sondern enthält nur ein erweitertes Profil, welches auf die Hardwareanforderungen der Xbox zugeschnitten ist. Die Pakete werden von der Xbox kompiliert und die Konfiguration der Anwendungen erfolgt wie bei einem Gentoo auf dem PC.
Xebian ist eine spezielle Debian-Version für die Xbox. Es kann auf eine freie Partition oder auf die Partition der Spielstände installiert werden. Xebian kann auch als Live-CD/DVD eingesetzt werden.
Die Abwandlung von Ubuntu für die Xbox heißt XUbuntu. Dieser Name wird inzwischen aber auch für Ubuntu mit XFCE verwendet.
Darüber hinaus gibt es angepasste Versionen von Fedora Core sowie Slackware und vielen weiteren.

## Xbox und Sicherheit
Auf dem 22C3 des CCC wurde ein Vortrag über die Sicherheit der Xbox und der Xbox 360 gehalten. Unter anderem wurden 17 Sicherheitsmängel entdeckt, die es erst ermöglicht haben, Linux auf der Xbox zu installieren.